# (7370) Krasnogolovets
(7370) Krasnogolovets (1978 SM5) – planetoida z pasa głównego asteroid okrążająca Słońce w ciągu 4,37 lat w średniej odległości 2,67 j.a. Odkryta 27 września 1978 roku.